# Renato Cajá
Renato Adriano Jacó Moreira, conosciuto semplicemente come Renato Cajá (Cajazeiras, 15 settembre 1984), è un ex calciatore brasiliano, di ruolo centrocampista.

## Caratteristiche tecniche
Centrocampista offensivo, spesso utilizzato come trequartista.

## Carriera

### Esordi
Cresciuto nelle giovanili di América-MG e Mogi Mirim, viene spesso convocato in prima squadra senza mai però trovare spazio. Nel 2006, passa alla Ferroviária dove gioca 28 partite e realizza 4 reti. Con i granata riesce a farsi notare e dopo solo un anno diventa un giocatore della Juventude, militante in Serie A. Il 7 luglio 2007 trova la sua prima realizzazione nel massimo campionato brasiliano, nella vittoria per 2-0 contro il Vasco da Gama.

### Ponte Preta, Al-Ittihad e Gremio
Nel 2008 viene acquistato dal Ponte Preta, club con il quale continua ad avere continuità e presenze da titolare contornate anche da qualche gol. Ciò nonostante, nella stagione successiva, grazie anche ad una proposta contrattuale notevole, cambia ancora casacca, per la prima volta però lontano dal Brasile, passando infatti ai sauditi dell'Al-Ittihad per 2,6 milioni di euro. A fine stagione vince la Saudi Professional League. Nell'agosto successivo, passa al Gremio, disputando appena 4 gare in 5 mesi.

### Botafogo, Guangzhou Evergrande e vari prestiti
Il 1º gennaio 2010 diventa un giocatore del Botafogo con un contratto annuale con l'opzione per il secondo. Con i compagni vince il Campionato Carioca, la Taça Guanabara e la Taça Rio. Il 9 marzo 2011, inizia la sua esperienza in Cina, tra le file del Guangzhou Evergrande, dopo essere stato acquistato per 1,6 milioni di euro. Dopo sole 10 presenze e la vittoria del Campionato cinese, inizia una serie di prestiti in giro per il mondo. Inizialmente ritorna al Ponte Preta, con 5 gol in 16 presenze nella stagione 2011-2012, per poi passare ai Kashima Antlers, nel massimo campionato giapponese. Con il club vince una J League Cup (battendo per 2-1 in finale lo Shimizu S-Pulse). Nel 2013, ritorna nuovamente nel suo Paese natio, sempre in prestito, al Vitória di Bahia. Nel 2014 è in prestito oneroso (185.000 euro) in Turchia al Bursaspor dove disputa appena 8 gare.

### Ennesimo ritorno al Ponte Preta, Sharjah e Bahia
Il 1º gennaio 2015, passa a titolo definitivo al Ponte Preta, club con il quale aveva già giocato in altre due occasioni precedenti.
La sua ennesima esperienza nel club di Campinas, dura solo mezza stagione e infatti, il 13 luglio successivo viene acquistato dallo Sharjah per una cifra vicina agli 1,8 milioni di euro. Con i sauditi gioca appena 13 volte, realizzando una sola rete.
Nel 2016 torna nuovamente in Brasile, ingaggiato dal Bahia. Nella squadra dei Tricolor torna nuovamente a giocare con continuità, concludendo un'ottima stagione (4 gol in 32 gare).

### Quarta volta al Ponte Preta, Goìas e Juventude
Continuando la sua carriera da giratore di mondo, nel 2017 non può che cambiare nuovamente squadra, torna così per la quarta volta con il Ponte Preta. Disputa appena 18 partite, che viene acquistato dal Goiàs, dopo un avvio in Serie B brasiliana piuttosto lento. Grazie anche al suo contributo il club riesce a classificarsi al 4º posto, ottenendo la promozione nel massimo campionato.